# پتر ساندووال
پتر ساندووال (اسپانیایی: Peter Sandoval‎؛ زادهٔ ۲۲ آوریل ۱۹۴۷) بازیکن فوتبال اهل گواتمالا بود.
وی همچنین در تیم ملی فوتبال گواتمالا بازی کرده‌است.